# Mu Canis Majoris
Ne doit pas être confondu avec MU Canis Majoris.
Désignations
µ CMa A : HD 51250, TYC 5392-913-1

Mu Canis Majoris (µ Canis Majoris / µ CMa), également désignée 18 Canis Majoris, est une étoile binaire de la constellation du Grand Chien. Elle est également connue sous le nom traditionnel d'Isida. Sa magnitude apparente combinée est de 5,00. D'après la mesure de leurs parallaxes annuelle par le satellite Gaia, les deux étoiles sont situées à environ ∼ 955 a.l. (∼ 293 pc) de la Terre,.
Les deux étoiles du système de Mu Canis Majoris sont séparées de 2,84 secondes d'arc. Sa composante primaire, désignée µ CMa A, est une étoile géante rouge évoluée de type spectral K2/3III et de magnitude 5,09. Son compagnon, µ CMa B, est une étoile sur la séquence principale de type spectral B9/A0V et de magnitude 7,12.